# Johannes Hendrik Kramers

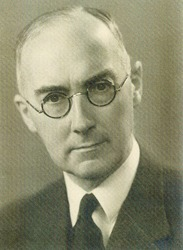
Johannes H. Kramers, 1940

Johannes Hendrik Kramers (* 26. Februar 1891 in Rotterdam; † 17. Dezember 1951 in Oegstgeest) war ein niederländischer Literaturwissenschaftler und Orientalist. Er war Professor für Arabisch und Islamwissenschaft an der Universität Leiden und wirkte an verschiedenen islamwissenschaftlichen Standardwerken mit, darunter als Herausgeber der Encyclopaedia of Islam und Verfasser einer Koranübersetzung.
1946 wurde er zum Mitglied der Königlich Niederländischen Akademie der Wissenschaften (KNAW) gewählt.